# Poutník, čarodějnice a červ
Poutník, čarodějnice a červ (v originále The Fork, the Witch, and the Worm) je první díl, který navazuje na cyklus fantasy tetralogie Odkaz Dračích jezdců. Autorem knihy je Christopher Paolini, který ji publikoval 31. prosince 2018. Do češtiny tento díl přeložil Zdík Dušek.

## Děj
V první části je zjeven Murthag, který bloudě po Alagaësii se vydává za Tornaka. Poté přijdou cizinci, které již očekával. V boji je Murthag porazí.
Ve druhé části řeší Eragon problémy spojené s přestěhováním se z Alagaësie. 
V poslední části vypráví Urgal Eragonovi jeden starý příběh.